# Reggia di Capodimonte
Reggia di Capodimonte är ett palats i Neapel i Italien.
Det uppfördes mellan 1738 och 1742. Palatset var dock ett pågående projekt som inte blev helt slutfört förrän 1840. 
Slottet uppfördes som en kunglig jaktvilla. Det användes sparsamt av kungafamiljen.  
Det blev 1957 lokal åt Museo di Capodimonte. 

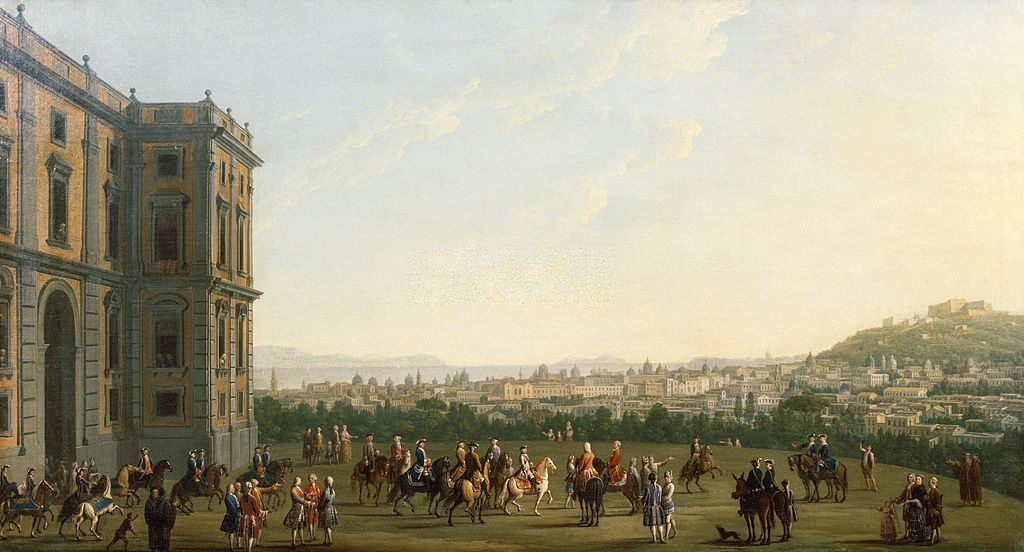
Kung Ferdinand IV vid Reggia di Capodimonte i Neapel.
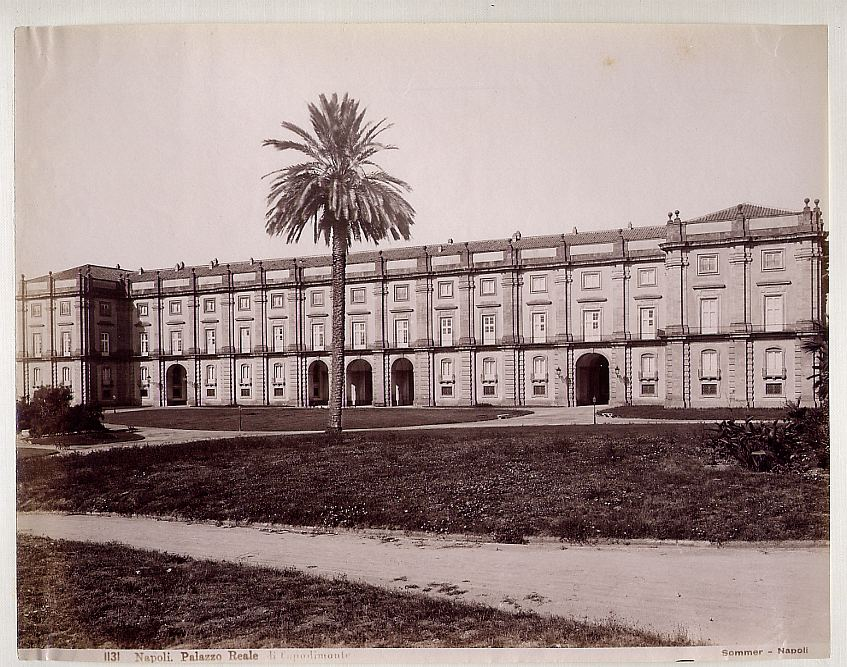
Palazzo Reale di Capodimonte.